# Sabine Kaack
Sabine Kaack (Neumünster, 20 febbraio 1959) è un'attrice tedesca, attiva prevalentemente in campo televisivo.
Sul piccolo schermo, è apparsa in oltre una cinquantina di differenti produzioni, a partire dalla fine degli anni settanta. Tra i suoi ruoli principali, figurano, tra l'altro, quello di Marion Drombusch nella serie televisiva La famiglia Drombusch (Diese Drombuschs,1983-1992), quello di Heidi Wüpper nella serie televisiva Die Camper (1997), quello di Bärbel Mattner nella serie televisiva Soko 5113 (1984-1987), quello di Pia Andresen nella serie televisiva Il nostro amico Kalle (Da kommt Kalle, 2007-2011), ecc.

## Filmografia parziale

### Cinema
- Der Pfingstausflug, regia di Michael Günther (1978)
- Jagger und Spaghetti, regia di Karsten Wichniarz (1984)
- Un angelo caduto dall'inferno (Die Katze), regia di Dominik Graf (1988)
- Tiger, Löwe, Panther, regia di Dominik Graf (1989)
- Die Richterin, regia di Jörg Grünler (1990)
- Thea und Nat, regia di Nina Grosse (1992)
- Bang Boom Bang - Ein todsicheres Ding, regia di Peter Thorwarth (1999)
- 3 Chinesen mit dem Kontrabass, regia di Klaus Krämer (2000)
- Montrak, regia di Stefan Schwenk (2017)

### Televisione
- Onkel Bräsig - serie TV, 1 episodio (1980)
- St. Pauli-Landungsbrücken - serie TV, 1 episodio (1982)
- Kümo Henriette - serie TV, 1 episodio (1982)
- Es muß nicht immer Mord sein - serie TV, 1 episodio (1982)
- Penkefitz Nr. 5 - serie TV, ep. 01x04-01x05 (1982)
- Kontakt bitte... - serie TV (1983)
- Nesthäkchen - serie TV, ep. 01x05-01x06 (1982)
- La famiglia Drombusch - serie TV, 33 episodi (1983-1992)
- SOKO 5113 - serie TV, 27 episodi (1984-1987)
- Schöne Aussichten - film TV (1985)
- Il commissario Köster - serie TV, 1 episodio (1988)
- Mein Butler und ich - serie TV (1989)
- Ein Heim für Tiere - serie TV, 1 episodio (1989)
- Le retour d'Arsène Lupin - serie TV, 1 episodio (1989)
- Un caso per due - serie TV, 3 episodi (1989-1999)
- Aufs Ganze - film TV (1989)
- Drei Damen vom Grill - serie TV, 1 episodio (1990)
- Liebesgeschichten - serie TV (1990)
- Zwei Schlitzohren in Antalya - serie TV (1990)
- Glückliche Reise - serie TV, 4 episodi (1992)
- Mit dem Herzen einer Mutter - film TV (1992)
- Karriere mit Elefanten - serie TV (1992)
- Vater braucht eine Frau - serie TV, 1 episodio (1993)
- Kommissar Klefisch - serie TV, 1 episodio (1993)
- Hecht & Haie - serie TV, 1 episodio (1993)
- Eurocops - serie TV, 1 episodio (1993)
- Briefgeheimnis - serie TV, 13 episodi (1994-1995)
- Mona M. - Mit den Waffen einer Frau - serie TV, 1 episodio (1996)
- Kurklinik Rosenau - serie TV, 1 episodio (1996)
- Ein unvergeßliches Wochenende - serie TV, 1 episodio (1997)
- Neues vom Süderhof - serie TV, 13 episodi (1996-1997)
- Die Camper - serie TV, 13 episodi (1997)
- Wolff - Un poliziotto a Berlino - serie TV, 1 episodio (1998)
- Lady Cop - serie TV, 1 episodio (2000)
- Es muss Liebe sein - film TV (2001)
- Die Boegers - serie T (2001)
- Hinter Gittern - Der Frauenknast - serie TV, 2 episodio (2002)
- La nostra amica Robbie - serie TV, ep. 02x04 (2003)
- Nicht ohne meinen Anwalt - serie TV, 1 episodio (2003)
- Sex Up - Jungs haben's auch nicht leicht - film TV (2003)
- Sex Up - ich könnt' schon wieder - film TV (2005)
- Bei hübschen Frauen sind alle Tricks erlaubt - film TV (2005)
- Faber l'investigatore - serie TV, 1 episodio (2005)
- Lindenstraße - soap opera, 2 episodi (2005)
- König Otto - film TV (2006)
- In aller Freundschaft - serie TV, 1 episodio (2007)
- Il nostro amico Charly - serie TV, 1 episodio (2007)
- 18 - Allein unter Mädchen - serie TV, 1 episodio (2007)
- Il nostro amico Kalle (Da kommt Kalle) - serie TV, 43 episodi (2007-2011)

## Doppiatrici italiane
- Roberta Pellini in Alla fine arriva Kalle/Il nostro amico Kalle[6]